# Heinz Drache
Heinz Drache (9 de febrero de 1923 - 3 de abril de 2002) fue un actor cinematográfico de nacionalidad alemana. 
Nacido en Essen, Alemania, actuó en 42 filmes entre 1953 y 2002. Falleció en Berlín, Alemania, a causa de un cáncer de pulmón.

## Selección de su filmografía
- Der Rest ist Schweigen (1959)
- Der Rächer (1960)
- Die Tür mit den sieben Schlössern (1962)
- Der Zinker (1963)
- Das indische Tuch (1963)
- Coast of Skeletons (1964)
- Neues vom Hexer (1965)
- Circus of Fear (1966)
- The Brides of Fu Manchu (1966)
- Derrick - Temporada 6, episodio 10: "Das dritte Opfer" (1979)